# Урильський сільський округ
Ури́льський сільський округ (каз. Өрел ауылдық округі, рос. Урыльский сельский округ) — адміністративна одиниця у складі Катон-Карагайського району Східноказахстанської області Казахстану. Адміністративний центр — село Уриль.
Населення — 1571 особа (2021; 2320 у 2009, 3337 у 1999, 3742 у 1989).
Станом на 1989 рік існувала Урильська сільська рада (села Аршати, Єнбек, Уриль).

## Склад
До складу округу входять такі населені пункти:
| Населений пункт | Старі назви | Населення, осіб (1989) | Населення, осіб (1999) | Населення, осіб (2009) | Населення, осіб (2021) |
| --------------- | ----------- | ---------------------- | ---------------------- | ---------------------- | ---------------------- |
| Аршати, село    | -           | 808                    | 716                    | 546                    | 269                    |
| Єнбек, село     | -           | 678                    | 613                    | 440                    | 285                    |
| Уриль, село     | -           | 2256                   | 2008                   | 1334                   | 1017                   |